# Фондација Ршум
Фондација Ршум,  је невладина, непрофитна фондација основана са циљем да помаже деци и младима да развијају своје таленте и креативне способности кроз рад и сарадњу са афирмисаним песницима и писцима.
Програми и активности фондације одигравају се на Златибору, родном крају оснивача фондације, српског песника Љубивоја Ршумовића.

## Активности
Први редовни програм Фондације је Академија под називом Сарадници Сунца реализован је 2019. у сарадњи са Министарством културе и информисања Републике Србије, Поштом Србије и општином Чајетина.
Седмодневни програм је покренут са идејом да се поспешује и развијају лични и креативни таленти надарене деце.
Током 2020. Фондација је у сарадњи са Дечјим културним центром Београда организовала другу по реду онлајн академију Сарадници Сунца.
Академију су водили Љубивоје Ршумовић, Урош Петровић, Бранко Стевановић, Матија Бећковић, Тоде Николетић, Виолета Јовић и Власта Ценић.
Од свог оснивања Фондација Ршум сарађује са Удружењем за културу, уметност и међународну сарадњу „Адлигат”.

## Галерија
- Фотографија учесника првог издања „Академије Сунца” у организацији фондације
- Учесници са менторима у природи
- Љубивоје Ршумовић и Матија Бећковић у разговору са учесницима другог издања „Академије Сунца”